# Suzun
Suzun è una cittadina della Russia siberiana sudoccidentale, capoluogo del rajon Suzunskij; è situata sul fiume Nižnij Suzun, affluente dell'Ob, 217 km a sudovest del capoluogo Novosibirsk.
Fondata nel 1765 su decreto della zarina Caterina II.